# Orchis
Orchis (Gøgeurt) er en slægt af orkidéer, som er udbredt med cirka 25, hovedsageligt europæiske arter. De adskiller sig fra slægten Dactylorhiza ved normalt at have to udelte, ellipsoidiske rodknolde og en blomsterstand med tynde, hindeagtige støtteblade.

## Arter
Et udvalg af de cirka 25 arter:
- Tyndakset gøgeurt, Orchis mascula
- Stor gøgeurt, Orchis purpurea
- Riddergøgeurt, Orchis militaris